# Prunus verrucosa
Prunus verrucosa — вид квіткових рослин із підродини мигдалевих (Amygdaloideae).

## Біоморфологічна характеристика
Це низькорослий листопадний кущ з густою кроною вузлуватих гілок і прямовисними, як правило, короткими пагонами.

## Поширення, екологія
Ареал: Афганістан, Казахстан, Киргизстан, Таджикистан, Туркменістан, Узбекистан. Населяє кам'янисті та гальково-кам'янисті схили гір, серед скель і великих кам'янистих потоків, рідко на дрібноземистих схилах, у середньогір'ї серед ксерофітних, деревно-чагарникових заростей.

## Використання
Рослина збирається з дикої природи для місцевого використання як їжі. Плоди більшості видів цієї секції відрізняються м'ясистістю і соковитістю, а також приємним смаком. З листя можна отримати зелений барвник. З плодів можна отримати барвник від темно-сірого до зеленого. Оскільки вони досить стійкі до посухи, види цієї секції можуть становити інтерес як посухостійкі підщепи та як джерела посухостійких сортів шляхом схрещування з культурними сортами вишні. Вони також можуть бути корисними в незрошуваних районах вирощування фруктів як підщепа для перещеплення культивованими сортами.